# Фанні Левальд
Фанні Левальд (нім. Fanny Lewald; уроджена Маркус; 24 березня 1811, Кенігсберг — 5 серпня 1889, Дрезден) — німецька письменниця і феміністка.
Разом з Луїзою Бюхнер і Луїзою Отто-Петерс, вважається однією із зачинателів жіночого руху в XIX сторіччі.

## Життя і творчість
Народилася в єврейській родині, була старшою з дев'яти дітей торговця Давида Маркуса (1787—1846) і його дружини Ціпори Ассур Леві (1790—1841). У 1831 році Давид поміняв для себе і всієї сім'ї прізвище «Маркус» на «Левальд». З боку матері — племінниця лікаря, вченого-медика, видавця і поета Давида Ассінга (1787—1842). У 1826 році обидва сини Давида Маркуса і Фанні приймають лютеранство — з метою покращення свого соціального стану. Хоча сім'я і не була релігійною, дівчина, ще бувши дитиною (особливо під час заворушень 1819 року) відчула антисемітське ставлення до себе. Незабаром після переходу в християнство вона вважала, що зробила помилку, так як деякі положення лютеранства сприймала критично.

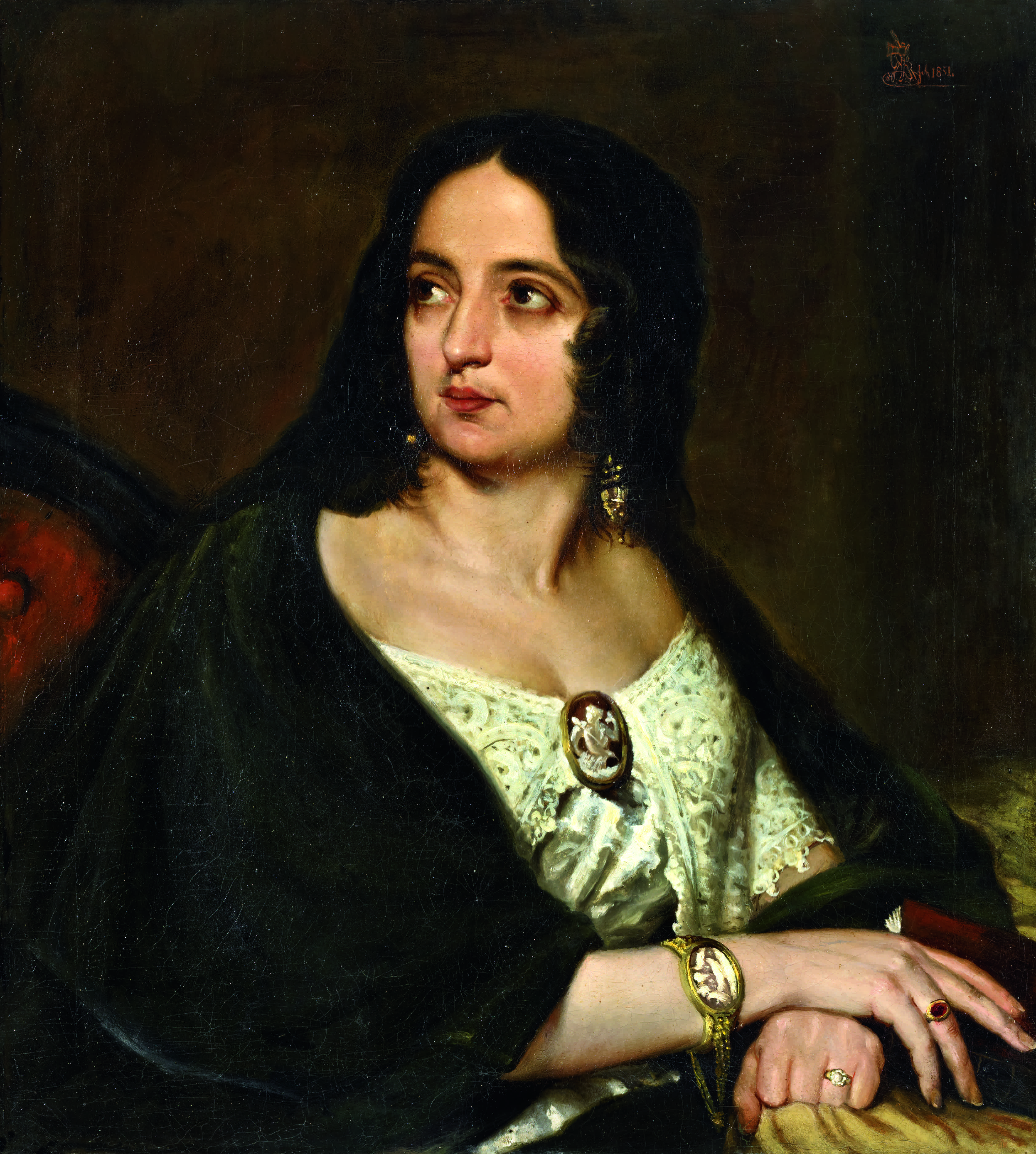
Портрет Фанні Левальд

Освіту здобула в приватній школі, навчання в університеті в ті часи для жінок не передбачалося. Вивчала також музику, під час хвороби матері вела домашнє господарство. Після того як в редагованому двоюрідним дядьком Фанні, публіцистом Августом Левальд журналі «Європа» були опубліковані кілька її статей, в 1843 році в світ виходять два перші романи Левальд — «Клементина» і «Дженні», анонімно. У розрахунку надалі заробляти на життя письменницькою працею, Ф. Левальд переїжджає з Кенігсберга в Берлін. У 1845 році вона знайомиться з письменницею Терезою фон Бахерахт, що стала найближчою подругою Фанні аж до своєї смерті в 1852. У тому ж році в Римі Левальд знайомиться з людиною, з якою пов'язала свою долю, — гімназійним учителем з Ольденбурга Адольфом Штаром. Штар не бажав залишити свою дружину і п'ятьох дітей, і рівночасно він не міг порвати з Фанні. Цей трикутник був особливо болісний для Ф. Левальд, так як проходили роки, протягом яких вона бачилася зі Штар лише деякі тижні. Нарешті восени 1852 року Штар перебрався в Берлін до Фанні. Втім, його шлюборозлучний процес тривав ще 2,5 роки.
Ф. Левальд була активним борцем за права жінок. Вона вимагала в своїх творах необмежені можливості для жіночої освіти і професійної діяльності. Також вона виступала проти насильницького заручення і вступу в шлюб молодих дівчат (тут у нагоді її особистий досвід, коли вона в юності пручалася спробам віддати її заміж за нелюба). Фанні вимагала спрощення процедури розлучення, зокрема в своєму третьому романі «Життєве питання». Соціальне становище населення критично розглядалося нею в статтях «Третій стан» (1846) і «Становище жінок-клерків» (1843). Крім цього, була автором оповідань, подорожніх нотаток — оскільки часто подорожувала. Свої враження від повстань і революцій 1848 року в Парижі, Франкфурті-на-Майні та Берліні вона описала в двотомному «Спогадах про рік 1848» (1850).
До кола друзів і близьких знайомих Ф. Левальд належали Генріх Гейне, герцог Саксен-Веймар-Ейзенахского Карл-Александр, Ференц Ліст, Фердинанд Лассаль, Генріх Лаубе. Після німецької революції 1848—1849 років вона відкриває в Берліні впливовий літературно-політичний салон. Молодша сестра Фанні, Єлизавета (1823—1909), була одружена з художником Луїсом Ґурліттом і матір'ю відомого історика мистецтв Корнеліуса Ґурлітта.
У 1990-ті роки твори Ф. Левальд були перевидані німецьким видавництвом Ulrike Helmer Verlag.

## Деякі твори
- 1842 — Клементина (Clementine). Роман (анонімно)
- 1843 — Дженні (Jenny)
- 1843 — Окремі думки про виховання дівчаток (Einige Gedanken über Mädchenerziehung)
- 1843 — Зауваження до становища жінок-клерків (Andeutungen über die Lage der weiblichen Dienstboten)
- 1845 — Життєве питання (Eine Lebensfrage). Роман в 2-х томах.
- 1846 — Третій клас (Der dritte Stand). Розповідь. (в: «Берлінському календарі» за 1846)
- 1847 — Діогена. Роман Ідун, графині Г. Г. (Diogena. Roman von Iduna Gräfin H … H …) .
- 1847 — Італійський щоденник (Italienisches Bilderbuch). У 2-х частинах
- 1849 — Принц Луїс-Фердинанд (Prinz Louis Ferdinand). 3 томи.
- 1850 — На червоній землі (Auf rother Erde). Новела.
- 1850 — Спогади про рік 1848 (Erinnerungen aus dem Jahr 1848)
- 1851 — Історії дюн і гір (Dünen- und Berggeschichten)
- 1851 — Англія і Шотландія (England und Schottland)
- 1856 — Камеристка (Die Kammerjungfer)
- 1861—1863 — Моя автобіографія (Meine Lebensgeschichte)
- 1863 — Великодні листи для жінок (Osterbriefe für die Frauen)
- 1864 — Адель (Adele)
- 1868 — Розповіді (Erzählungen) (в 3-х томах)
- 1870 — «За» і «проти» жінок (Für und wider die Frauen)
- 1875 — Бенвенуто (Benvenuto)
- 1887 — Спогади про Ференца Ліста (Erinnerungen an Franz Liszt)
- 1887 — Спогади про князя Германа фон Пюклер-Мускау (Erinnerungen an Fürst Hermann von Pückler-Muskau)
- 1888 — Сім'я Дарнер (Die Familie Darner)
- 1888 — 12 картин з життя (Zwölf Bilder aus dem Leben).

## Сім'я
- Її племінниця Фанні Марта Левальд (донька брата, бреславльського юриста Отто Левальда, 1813—1874) вийшла заміж за відомого патофізіолога Юліуса Конгейма (їхній син — фізіолог Отто Кестнер). Племінник — німецький політичний і спортивний діяч Теодор Левальд (1860—1947), президент організаційного комітету з підготовки літніх олімпійських ігор 1936 року в Берліні.
- Двоюрідні сестри — письменниці Людмила Ассінг й Оттілія Ассінг (1819—1884).